# Omar Motor Company

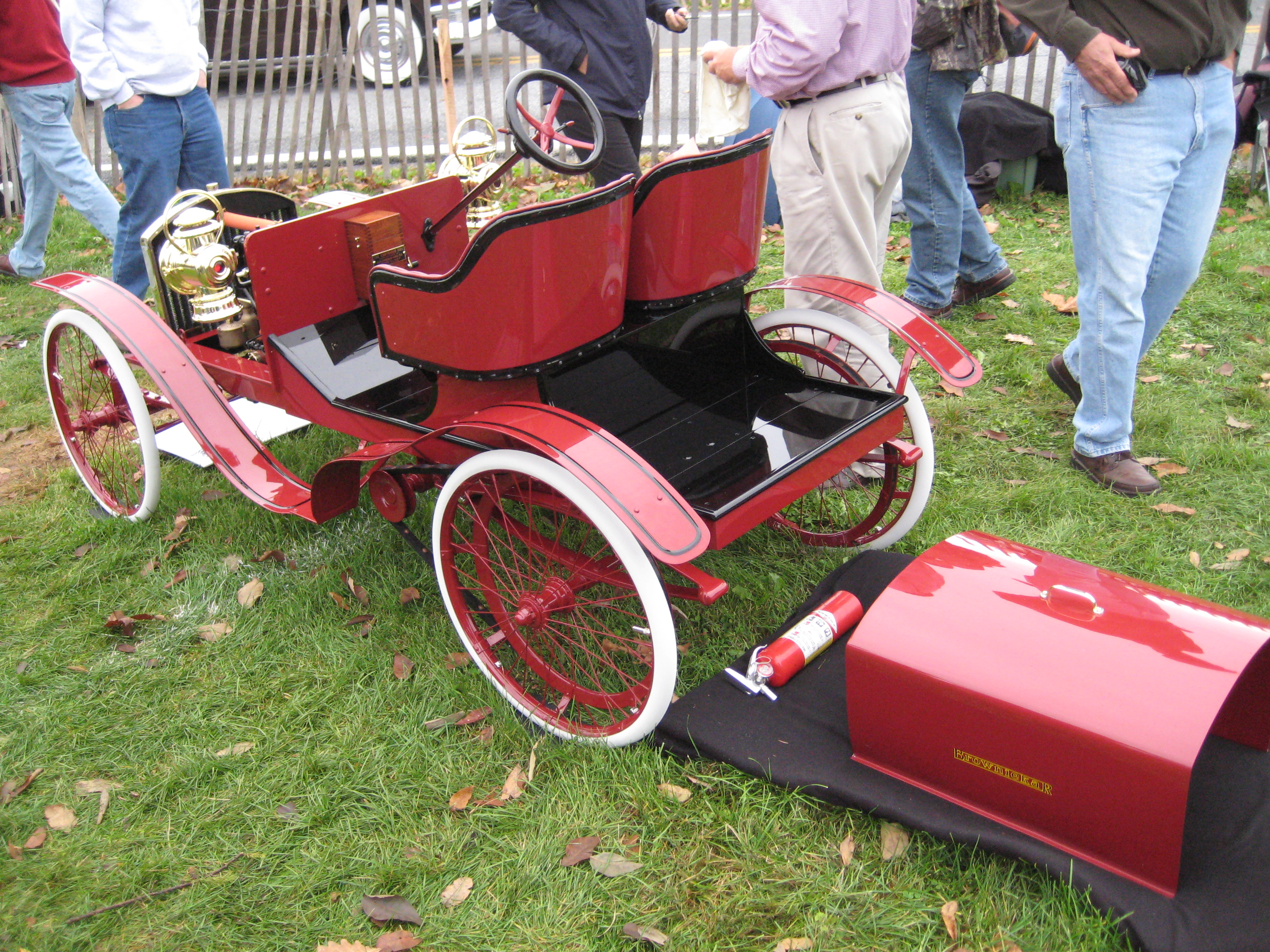
Browniekar

Omar Motor Company war ein US-amerikanischer Hersteller von Automobilen. Eine andere Quelle nennt die Firmierung Omar Motor Car Company, vorher Child’s Automobile Company.

## Unternehmensgeschichte
Sam A. Mora, der auch die Mora Motor Car Company leitete, gründete 1908 das Unternehmen in Newark in New Jersey. William H. Birdsall war der Konstrukteur. Sie begannen mit der Produktion von Automobilen. Der Markenname lautete Browniekar. 1910 begann die Insolvenz. Am 15. November 1911 wurde das Unternehmen versteigert. Insgesamt entstanden rund 1000 Fahrzeuge.

## Fahrzeuge
Die Fahrzeuge waren auffallend klein und besonders für Kinder geeignet, konnten aber auch von Erwachsenen gefahren werden. Ein wassergekühlter Einzylinder-Viertaktmotor mit 76,2 mm Bohrung, 88,9 mm Hub und 405 cm³ Hubraum leistete 3,5 PS. Er trieb über Riemen die Hinterachse an. Der Radstand betrug 168 cm. Der offene Roadster bot Platz für zwei Personen nebeneinander. Das Leergewicht war mit 170 kg angegeben.
Ein Foto zeigt Buster Keaton am Steuer eines 1910er Fahrzeugs.